# Gustaf Carlson (greve)
Gustaf Carlson, född 1647 i Stockholm, död 1 januari 1708 i Nederländerna, var greve, militär samt utomäktenskaplig son till Karl X Gustav och rådmansdottern Märta Allertz.
Han fick sin första uppfostran hos Karl IX:s utomäktenskapliga son, riksamiral Carl Carlsson Gyllenhielm, och kom sedermera till biskopen i Linköping, Samuel Enander, samt fann efter Karl X Gustafs död skydd hos änkedrottning Hedvig Eleonora, som åtog sig honom "till kärlig ihågkommelse av sin salige herre".
Erik Lindschöld ledde hans studier och följde 1659–1668 med honom på en resa genom Tyskland, Nederländerna, England, Frankrike och Italien. Vid tjugoett års ålder gick Gustaf Carlson in i den holländska hären där han deltog i kriget mot Frankrike, men återvände 1674 hem till Sverige, där han under sin frånvaro 1673 utnämnts till överste för Upplands regemente. Under kriget 1675–79 deltog Gustaf Carlson med utmärkelse bland annat i slaget vid Lund och på Rügen 1678, där han var chef för ett värvat regemente. År 1679 råkade han i brandenburgsk fångenskap, var 1680 i Stockholm, men övergav Sverige efter ett par år, sannolikt av harm över att ej ha fått ett riksrådsämbete, och över att i reduktionen av brodern berövats de stora godsen Börringe och Lindholm, som han fått av fadern, och gav sig i holländsk krigstjänst. Där blev han generallöjtnant, gifte sig 1685 på Ameland, följde Vilhelm av Oranien på tåget till England 1688 och kämpade vid hans sida på Irland 1690. Sedermera tillbringade han sitt liv med bokliga sysselsättningar i den nederländska provinsen Friesland, där han avled utan överlevande barn 1708 på sitt slott i Ter Hoorne, Boarnsterhim.
År 1674 hade Gustaf Carlson upphöjts i grevligt stånd, med Carlson som den grevliga ättens släktnamn och med Börringe och Lindholmen som grevskap. Han var gift med friherrinnan Isabella Susanna von Schwartzenberg; deras enda barn, en dotter, dog innan hon hade hunnit döpas.